# Amblyomma incisum
Amblyomma incisum (лат.) — вид клещей рода Amblyomma из семейства Ixodidae. Южная Америка: Эквадор, Перу, Колумбия, Венесуэла, Тринидад, Тобаго, Суринам, Французская Гвиана, Боливия, Парагвай, Бразилия (Амазонас, Акре, Мату-Гросу, Tocantis, Эспириту-Санту, и Сан-Паулу) и Аргентина (Мисьонес). Взрослые стадии развития в основном паразитируют на тапирах Tapirus terrestris, но случайные находки были сделаны на муравьедах и человеке. Нимфы были найдены на благородных оленях и агути. Вид был впервые описан в 1906 году зоологом Л. Г. Ньюманном (Neumann, L. G. 1906). Переносчики риккетсий Rickettsia monteiroi.